# El Mezote
El Mezote är en ort i Mexiko.   Den ligger i kommunen San Luis de la Paz och delstaten Guanajuato, i den centrala delen av landet, 230 km nordväst om huvudstaden Mexico City. El Mezote ligger 2 056 meter över havet och antalet invånare är 156.
Terrängen runt El Mezote är platt åt nordväst, men åt sydost är den kuperad. Runt El Mezote är det ganska tätbefolkat, med 124 invånare per kvadratkilometer. Närmaste större samhälle är San José Iturbide, 16,3 km sydost om El Mezote. Trakten runt El Mezote består till största delen av jordbruksmark.